# Fresnel (Einheit)
Das Fresnel (Einheitenzeichen: fresnel) war eine von Frankreich 1969 vorgeschlagene, international jedoch nicht akzeptierte Frequenzeinheit, benannt nach dem französischen Physiker Augustin Jean Fresnel.
1 fresnel = 1012 Hertz (Hz) = 1 Terahertz (THz)

## Quelle
Peter Kurzweil: Das Vieweg-Einheiten-Lexikon. Vieweg, Braunschweig/Wiesbaden 2000, ISBN 978-3528069872.